# 이정민 (기상 캐스터)
이정민(1971년 7월 6일 ~ )은 대한민국의 전 KBS 기상 캐스터이다.

## 학력
- 연세대학교 천문대기과학과 졸업

## 경력
- 1995년 ~ 2004년 : KBS 기상캐스터

## 진행

### TV
- 《생방송 아침을 달린다》 토요일 기상캐스터
- 《KBS 뉴스광장》 토요일 기상캐스터
- 《KBS 뉴스 5》 기상캐스터
- 《KBS 뉴스 네트워크》 기상캐스터
- 《뉴스투데이》 기상캐스터
- 《KBS 뉴스 9》 기상캐스터
- 《KBS 뉴스라인》 기상캐스터

## 수상
- 1997년: 내무부 장관상